# 브란 스타디온

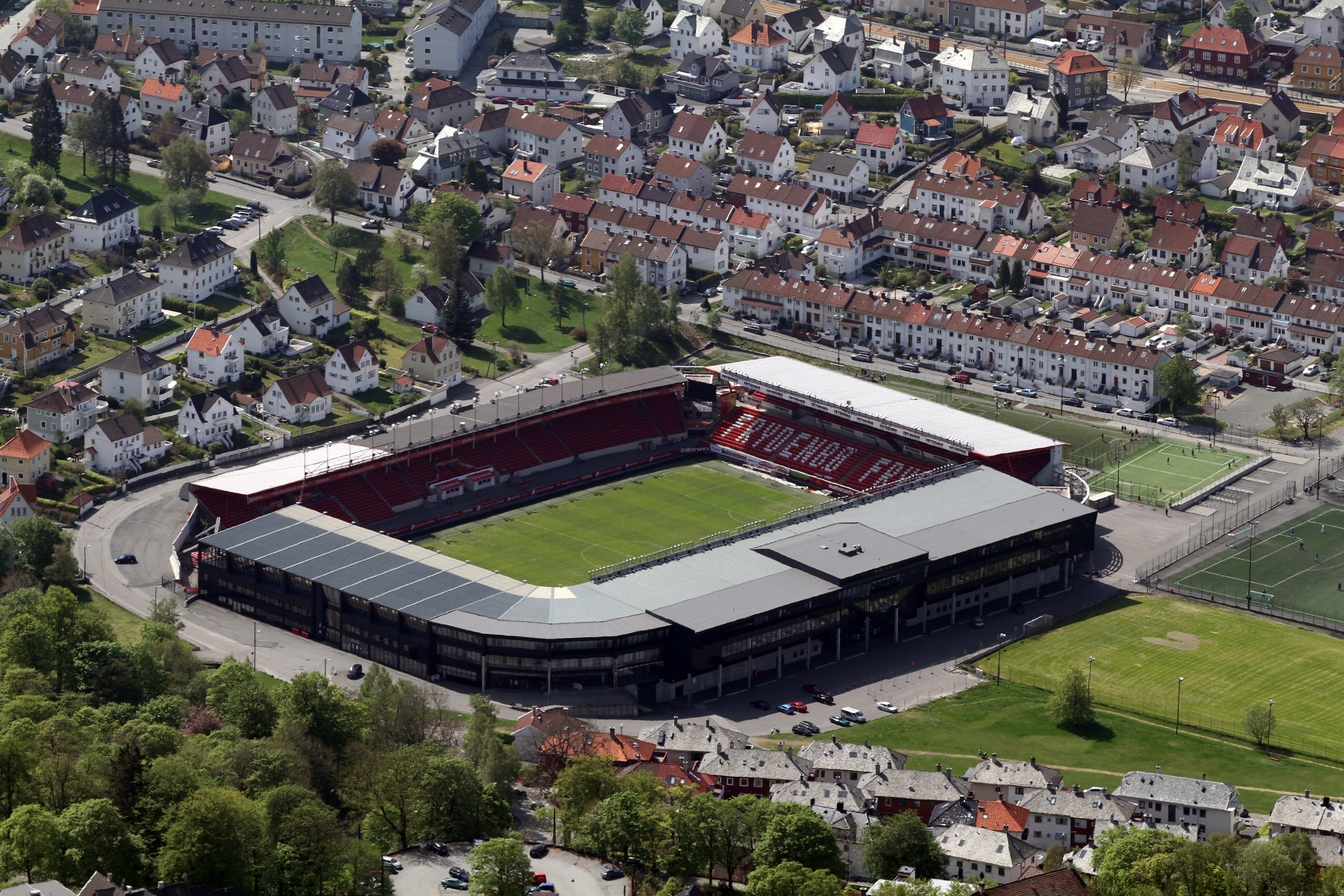
2013년 5월의 모습

브란 스타디온(Brann Stadion) 또는 브란 스타디움(Brann Stadium)은 노르웨이 베르겐의 축구 스타디움이다. 1919년 건조되었으며 그 뒤로 지금까지 축구 클럽 SK 브란의 본고장이다. 이 스타디움은 도시 중심부로부터 남쪽으로 3킬로미터 지점에 위치해 있다.
관중이 첫 참여한 기록은 1961년 10월 1일 기록되었으며 24,800명의 관객 앞에서 1961 노르웨이 축구컵이 열렸다.(프레드릭스타드 FK)